# Portada/efemèride octubre 21
François Truffaut
« 20 d'octubre · 21 d'octubre · 22 d'octubre »